# アーデルハイト・フォン・ホルシュタイン＝レンズブルク
アーデルハイト・フォン・ホルシュタイン＝レンズブルク（ドイツ語：Adelheid von Holstein-Rendsburg, ? - 1350年1月）は、ホルシュタイン＝レンズブルク伯ハインリヒ1世とヘルヴィヒ・フォン・ブロンクホルストの娘である。一説によると、アーデルハイトは1299年にレンズブルクで生まれたとされる。
1313年、アーデルハイトはシュレースヴィヒ公エーリク2世と結婚し、2人の子女をもうけた。
- ヴァルデマー3世（1314年 - 1364年） - シュレースヴィヒ公（5世、1325年 - 1326年、1330年 - 1364年）、デンマーク王（1326年 - 1329年）
- ヘルヴィ（1320年頃 - 1374年） - デンマーク王ヴァルデマー4世と結婚

アーデルハイトの息子と婿の両方がデンマーク王位についた。